# Tormięs
Tormięs – zakład przemysłu mięsnego z siedzibą w Toruniu, który znajdował się na Jakubskim Przedmieściu, u zbiegu ulic Targowej i Lubickiej. Zlikwidowane po 1998 roku.

## Historia

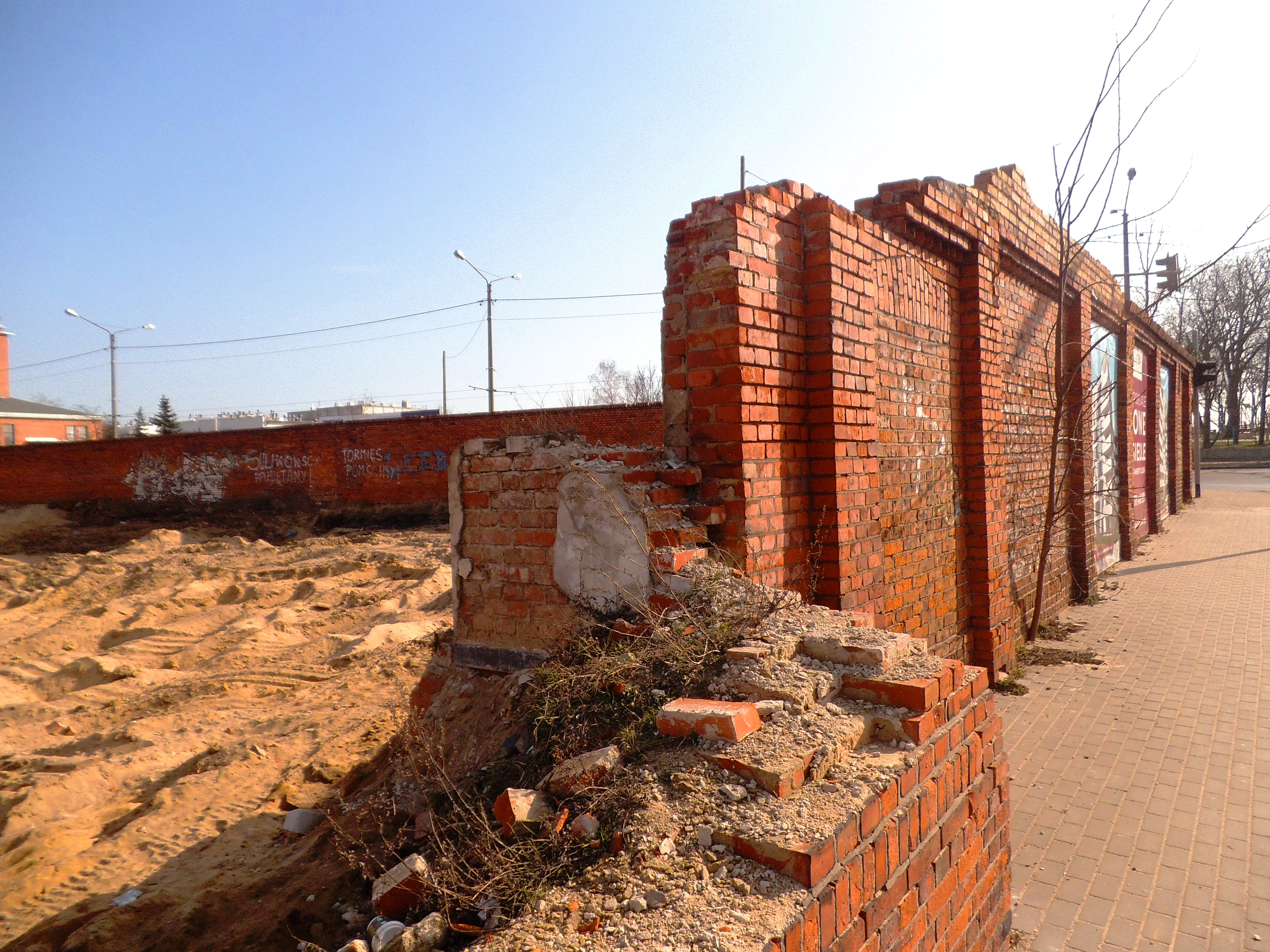
Fragment ogrodzenia u zbiegu ulic Targowej i Lubickiej (stan z lutego 2019 roku

Zakłady wybudowano w latach 1883–1884, według projektu toruńskiego architekta Ernsta Schwartza. Rzeźnia została otwarta 2 lipca 1884 roku. Do końca 1884 roku wzniesiono: trójhalową ubojnię dla świń, bydła i nierogacizny, ubojnię koni, ubojnię chorych zwierząt, stajnię, powozownię, chlewnię oraz budynek administracyjny. Po wybudowaniu rzeźni władze Torunia wprowadziły zakaz prowadzenia prywatnego uboju oraz suszenia i wyprawiania skór w centrum miasta. W latach 1893–1894 wybudowano chłodnię z maszynownią, wieżę ciśnień i kotłownię. Na początku XX wieku powstała hala przykryta pierwszym żelbetonowym stropem, według projektu architekta Reinharda Uebricka. Rzeźnię dwukrotnie rozbudowano i unowocześniano, w latach 1912 i 1928. W latach 1911–1912 wybudowano budynek administracyjny. Do końca lat 20. XX wieku w skład rzeźni wchodziły: trzy hale, chłodnie, stajnie i składnica skór. Obok produkcji mięsa w rzeźni prowadzono rytualny ubój zwierząt dla miejscowej gminy żydowskiej. W 1936 roku uruchomiono bekoniarnię i fabrykę szynek, wówczas najnowocześniejszą w Polsce.
Podczas II wojny światowej w zakładach produkowano produkty dla Wehrmachtu. 1 lipca 1949 roku rzeźnię przekształcono w przedsiębiorstwo państwowe „Zakłady Mięsne w Toruniu”. W okresie komunistycznym zakład eksportował bekon do Wielkiej Brytanii oraz łopatki i szynkę do Stanów Zjednoczonych.
W 1981 roku na murach ogradzających teren Tormięsu działacze NSZZ „Solidarność” napisali TV kłamie oraz Mięso i mydło dla narodu. Autorem haseł był Stanisław Kuczorski, który 11 listopada 1981 roku otrzymał od Zarządu Regionu NSZZ „Solidarność” upoważnienie do namalowania haseł.
W połowie lat 90. Tormięs eksportował swoje towary do Niemiec i Wielkiej Brytanii. W 1995 roku skarb państwa przekazał większość udziałów rzeźni Narodowemu Funduszowi Inwestycyjnemu Foksal. Zakłady otrzymały nazwę Tormięs Narodowy Fundusz Inwestycyjny Foksal. Część udziałów kupiły również zakłady Sokołów. W marcu 1998 roku podjęto decyzję o likwidacji Tormięsu. W chwili likwidacji w zakładach pracowało ok. 400 osób. Przedsiębiorstwo Sokolów ogłosiło, że na miejscu Tormięsu wybuduje nowy zakład, który zatrudni ok. 200 osób. Likwidacja Tormięsu wywołała niezadowolenie pracowników, którzy 3 kwietnia odbyli marsz protestacyjny w Toruniu. W obronie pracowników stanęli Tadeusz Rydzyk i posłanka Anna Sobecka. W październiku 1999 roku Narodowy Fundusz Inwestycyjny Foksal i Sokołów sprzedały akcje.
W maju 1999 roku nieruchomości przejęli małżeństwa Raczkierów i Sulikowskich, toczący spór administracyjny-prawny o prawo własności do tego terenu. Na mocy wyroku sądowego z dnia 23 października 2008 roku jedynymi właścicielami nieruchomości zostali Renata i Jacek Sulikowscy. Małżeństwo za 43 mln złotych sprzedało nieruchomość firmie Libra, planującej wybudować na miejscu centrum handlowo-rozrywkowe Brama Jakubska. Libra wycofała się z planów po uchwaleniu dnia 9 lipca 2009 roku planu zagospodarowania przestrzennego, zgodnie z którym na terenach po Tormięsie nie można było budować wielkopowierzchniowych obiektów handlowych.
W 2000 roku miejski konserwator zabytków próbował wpisać Tormięs do rejestru zabytków. W tym samym roku z planu zrezygnowano po zniszczeniu obiektów po Tormięsie w wyniku pożaru. 26 września 2010 roku w wyniku kolejnego pożaru zawaliła się część magazynowa. 15 grudnia 2012 roku Powiatowy Inspektorat Nadzoru Budowlanego rozpoczął rozbiórkę ruin.
1 kwietnia 2015 roku teren po rzeźni kupiła firma Willa Developer, planująca wybudować na tym obszarze osiedle mieszkaniowe. W 2018 roku zawalił się komin dawnej rzeźni. Budowa osiedla rozpoczęła się w 2018 roku.
W 2021 roku zburzono mur ogradzający teren Tormięsu.